# Ängelholms Läroverks Idrottsförening
Ängelholms Läroverks Idrottsförening, ÄLI, från början ÄLvIF, är en idrottsförening med huvudaktivitet inom basketboll, med stor barn- och ungdomsverksamhet.

## Historia
Föreningen Basket bildades 1968 av några gymnasieelever. Till säsongen 1968-69 anmälde ett lag till seriespel i div III – den då lägsta divisionen. Namnet var Ängelholms LvIF och avgiften stod skolan för. 
1972 kostade ett medlemskort i ÄLI 30 kr och hela föreningens utgifter uppgick till 4200 kr. En icke föraktlig inkomstkälla var läskförsäljning till de egna spelarna i samband med match och träning.
Under 70-talet etablerade sig ÄLI i div. III. Redan säsongen 1971-72 vann man serien, men valde av olika skäl att inte kvala till div. II. Säsongen 1973-74 vann laget ånyo serien och tog steget upp i div. II men var åter i IIIan året därpå. 
1978 tog ÄLI steget upp i tvåan och spelade då för första gången på hemmaplan i den nybyggda hallen